# KC8
KC8 ist ein bronzefarbener Feststoff, der primär als Reduktionsmittel Verwendung findet. Er gehört zur Klasse der Interkalationsverbindungen.

## Darstellung
Erstmals Dargestellt wurde KC8 von Karl Fredenhagen und Gustav Cadenbach im Jahr 1926. Die Synthese erfolgt heutzutage durch Mischung stöchiometrischer Mengen von Kalium und Graphit. Erhitzen dieser Mischung führt zum Schmelzen des Kaliums und zum sofortigen Start der exothermen Reaktion. Es bildet sich innerhalb kurzer Zeit das Produkt in Form eines bronzefarbenen Feststoffs.
{\displaystyle {\ce {K + 8 C ->[{170 °C}] KC8}}}

## Eigenschaften

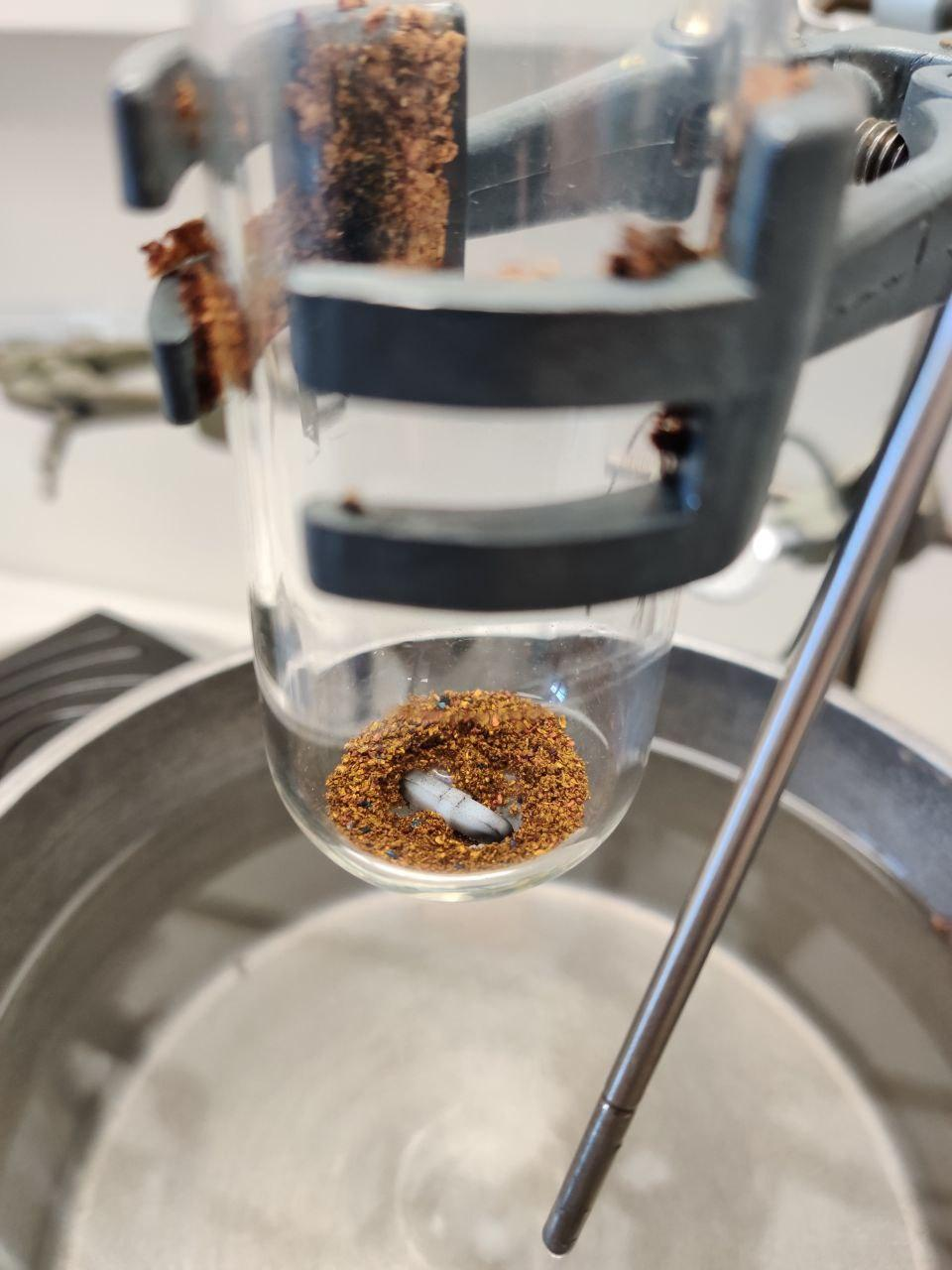
KC_{8} in einem Schlenkkolben unter Argonatmosphäre.

KC8 ist eine hochreaktive Verbindung, die bei Luftkontakt Funken sprüht und daher unter Stickstoff- oder Edelgasatmosphäre gehandhabt werden muss.
Außerdem besitzt dieses Kaliumgraphit eine Schichtstruktur, bei der die Kohlenstoffschichten einen Abstand von 5,35 Å aufweisen. Dieser ist deutlich größer als der Abstand der Kohlenstoffschichten im Graphit (3,35 Å) und auf die Platzierung der Kaliumatome zwischen den Schichten zurückzuführen. Die Kohlenstoffatome der Kohlenstoffschichten liegen übereinander, die Kaliumionen liegen zwischen den Graphitschichten. Dadurch ergibt sich die Schichtfolge C, K; C, K;  .... Die Kaliumatome liegen wiederum über und unter den Mitten der Sechsecke, die der Kohlenstoff ausbildet.
Die Verbindung besitzt außerdem metallisches Leitvermögen. In Schichtrichtung ist dieses etwa 30-mal und senkrecht dazu etwa zehnmal so hoch wie in den entsprechenden Richtungen in Graphit.

## Verwendung
KC8 findet primär als starkes Reduktionsmittel Verwendung. So nutzten Mitsou Kira und seine Mitarbeiter die Verbindung zur Synthese von Stannylenen.
Auf analoge Weise konnte Simon Aldridge et al. KC8 2018 nutzen, um ein Aluminiumiodid zum ersten nucleophilen Aluminiumanion zu reduzieren.
Weiterhin kann KC8 als Katalysator zur Ethylenpolymerisation dienen.
Außerdem wird KC8 wie viele andere Interkalationsverbindungen in der Batterieforschung untersucht.